# Liparis janowskii
Liparis janowskii är en orkidéart som beskrevs av Johannes Jacobus Smith. Liparis janowskii ingår i släktet gulyxnen, och familjen orkidéer. Inga underarter finns listade i Catalogue of Life.